# Hägglandet
Hägglandet är en ö i Finland. Den ligger i Finska viken och i kommunen Lovisa i den ekonomiska regionen  Lovisa i landskapet Nyland, i den södra delen av landet. Ön ligger omkring 63 kilometer öster om Helsingfors.
Öns area är 1,1 hektar och dess största längd är 150 meter i öst-västlig riktning.